# Battaglia di Roatán
La battaglia di Roatán venne combattuta il 16 marzo 1782 durante i più vasti eventi della guerra anglo-spagnola, e vide confrontarsi le forze del Regno di Gran Bretagna e quelle del Regno di Spagna per il controllo dell'isola di Roatán, oggi parte dell'Honduras.
Una forza di spedizione spagnola agli ordini di Matías de Gálvez y Gallardo, Capitano generale del Guatemala spagnolo, prese il controllo dell'isola, all'epoca una colonia britannica, dopo un breve combattimento; la guarnigione e l'intera popolazione britannica furono evacuate dall'isola al termine della battaglia in un tentativo degli spagnoli di sopprimere qualunque intento coloniale della Gran Bretagna sui territori dell'America centrale, ma Roatán ritornò sotto il controllo dei vecchi proprietari al termine del conflitto.

## Antefatti
Dopo l'entrata nel 1779 della Spagna nella guerra d'indipendenza americana al fianco dei coloni americani insorti contro la madrepatria, tanto gli spagnoli quanto i britannici presero a contendersi vari territori in America centrale: sebbene gran parte della regione fosse da tempo parte della Capitaneria Generale del Guatemala sotto controllo spagnolo, i britannici avevano stabilito negli anni diritti di sfruttamento lungo la costa sud-orientale della penisola dello Yucatán (l'odierno Belize), nonché fondato alcuni insediamenti (ancora formalmente privi della qualifica di colonia) lungo la Costa dei Mosquito negli odierni Honduras e Nicaragua. Subito dopo essere stato informato dell'avvenuta dichiarazione di guerra, il governatore spagnolo del Guatemala Matías de Gálvez y Gallardo si era quindi rapidamente mosso per neutralizzare la presenza britannica nella regione, catturando nel settembre 1779 l'abitato di Saint George's Caye, uno dei principali insediamenti britannici nella regione dello Yucatan; molti dei coloni britannici fuggirono quindi su Roatán, una piccola isola a circa 60 chilometri a nord della costa dell'odierno Honduras. L'ufficiale britannico Edward Despard stava nel frattempo impiegando la stessa isola come base per una serie di operazioni di guerriglia volte a mantenere ed estendere l'influenza britannica nella regione della Costa dei Mosquito, oltre che per operazioni di guerra di corsa contro le navi mercantili spagnole.

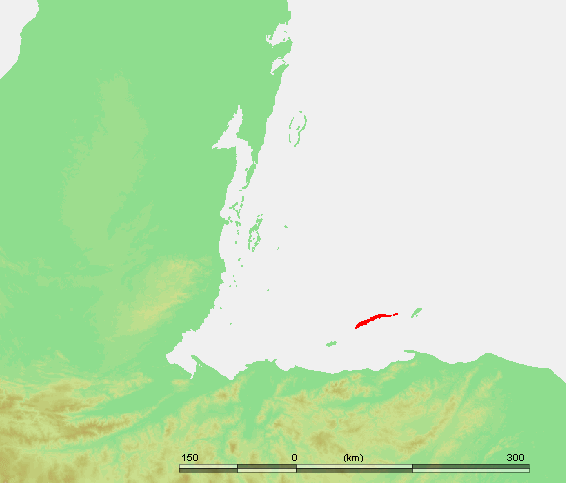
La collocazione dell'isola di Roatán (in rosso) all'interno del Golfo dell'Honduras

Gálvez, che aveva ricevuto ordine dal re Carlo III di Spagna di "allontanare i britannici dai loro insediamenti nascosti nel Golfo dell'Honduras", iniziò a pianificare operazioni offensive contro i principali abitati nemici all'inizio del 1780, dopo che i britannici ebbero abbandonato la loro fallimentare spedizione all'interno del Nicaragua; il governatore reclutò circa 15 000 miliziani, e ricevette appoggio logistico e finanziario da molte zone del vasto impero coloniale spagnolo in America. Per ragioni diplomatiche e logistiche, nessun attacco fu lanciato fino a che gli americani non ottennero un'importante vittoria nella battaglia di Yorktown nell'ottobre 1781: le pesanti perdite patite dai britannici aprirono la possibilità che la Gran Bretagna non fosse in grado di inviare forze a sostegno dei suoi possedimenti in America centrale. Il piano di Gálvez prevedeva un assalto alle isole del Golfo dell'Honduras (principalmente Roatán, seguito da un'avanzata in profondità lungo la Costa dei Mosquito per eliminare le ultime tracce della presenza britannica; truppe provenienti dal Guatemala centrale furono ammassate all'inizio del 1782 a Trujillo, mentre unità addizionali muovevano dalle regioni interne del Nicaragua, dell'Honduras e dell'El Salvador alla volta dell'insediamento britannico di Black River sulla Costa dei Mosquito.
Gálvez arrivò a Trujillo l'8 marzo per organizzare l'assalto a Roatán: lasciata una forza di 600 uomini a guardia di Trujillo per prevenire attacchi da parte dei britannici e dei loro alleati locali, il governatore imbarcò altri 600 soldati su alcune navi da trasporto e salpò alla volta di Roatán il 12 marzo con la scorta delle fregate Santa Matilde, Santa Cecilia e Antiope e di altre piccole imbarcazioni armate; le unità navali erano agli ordini del commodoro Enrique MacDonell.
I residenti britannici sull'isola di Roatán erano all'erta per possibili attività militari da parte degli spagnoli: l'insediamento principale, New Port Royal, era protetto dalle fortificazioni di Fort Dalling e Fort Despard, i quali montavano 20 cannoni. La popolazione bianca dell'isola, per il resto abitata principalmente da schiavi, era però alquanto ridotta: nel 1781 i residenti avevano chiesto aiuto al comando britannico di Bluefields nel Mosquito, ma avevano ricevuto solo un quantitativo addizionale di armi che non aiutava più di tanto la difesa. Le fonti non indicano se Despard fosse effettivamente presente su Roatán all'epoca dell'attacco spagnolo: se lo era è probabile che non fu catturato, visto che continuò con le sue operazioni anche dopo la caduta dell'isola.

## La battaglia

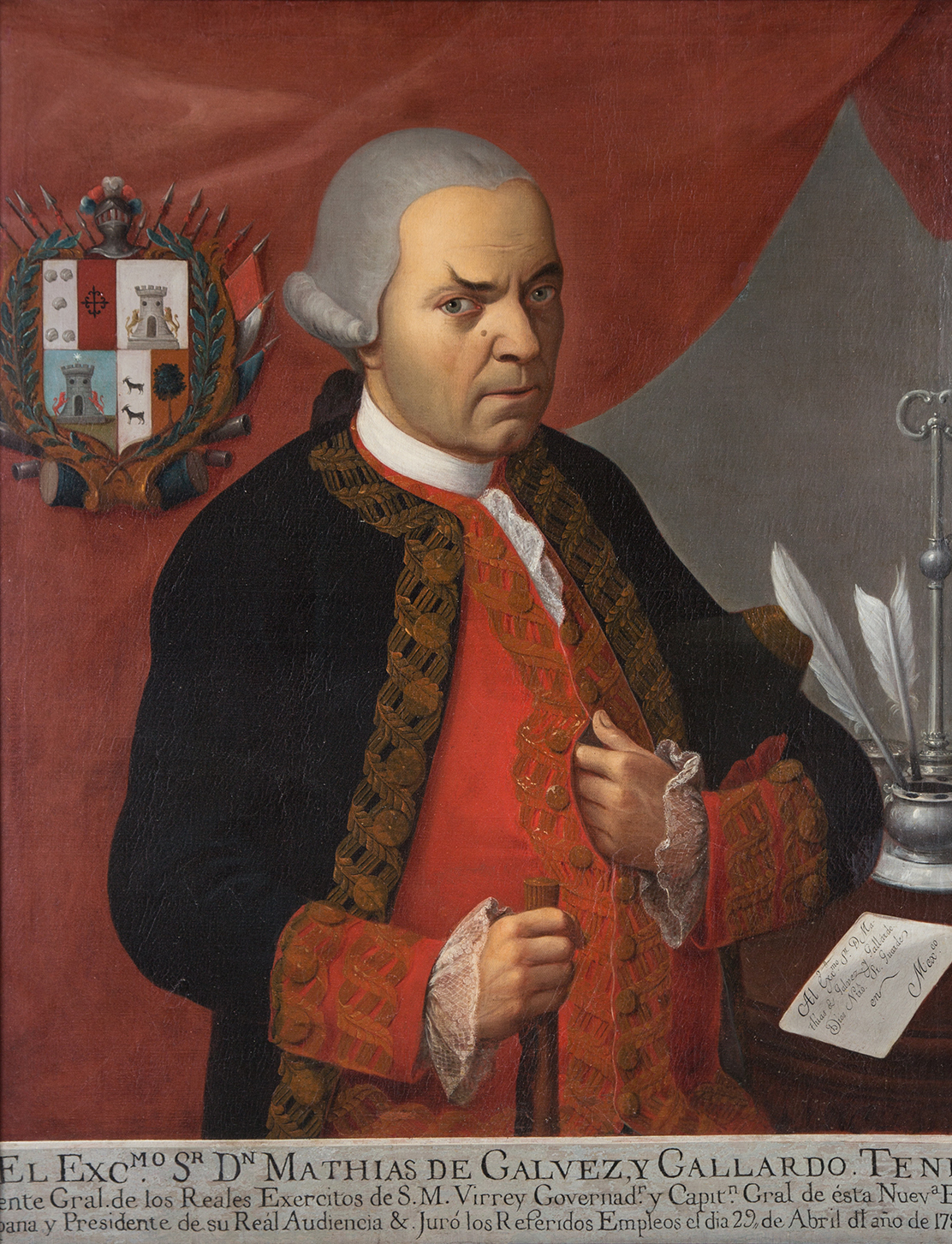
Ritratto di Matías de Gálvez y Gallardo del 1783

La flotta spagnola arrivò al largo di Roatán alle 06:00 del 13 marzo, e dopo che i difensori ebbero sparato alcuni colpi di cannone senza effetto la Santa Maltilda e le altre navi ancorarono fuori gittata. Alle 08:00 Gálvez mandò MacDonell, che in quanto di origini irlandesi era in grado di parlare inglese, a terra con una richiesta di resa per la guarnigione britannica; i britannici chiesero sei ore di tregua per poter valutare la proposta, e Gálvez glielo concesse. Spirato il termine MacDonell rientrò a bordo recando il rifiuto della resa da parte dei difensori, i quali si dissero pronti a combattere fino alla morte; gli spagnoli non rimasero più di tanto sorpresi, visto che avevano notato che i britannici avevano sfruttato il periodo di tregua per rinforzare le loro difese. Un attacco immediato non era possibile a causa del forte vento e del mare agitato, così Gálvez si riunì in concilio con i suoi undici ufficiali superiori per formulare un piano d'attacco per i giorni seguenti.
Circa alle 10:15 del 16 marzo i cannoni spagnoli aprirono il fuoco sui forti di Dalling e Despard, che presidiavano l'entrata della rada di New Port Royal; per le 13:00 i cannoni britannici erano stati messi fuori uso, e le truppe del maggior generale Gabriel Herbias iniziarono lo sbarco. Messi a tacere i forti, le fregate spagnole entrarono nella rada e iniziarono a battere l'abitato di New Port Royal con i loro cannoni, mentre i pezzi britannici sparavano loro contro dalle colline alle spalle della cittadina; questo scambio di colpi continuò fino al tramonto, quando infine i difensori britannici decisero di capitolare. Gli spagnoli avevano riportato due morti e quattro feriti nella battaglia, mentre tra i britannici si contavano solo due schiavi feriti.

## Conseguenze
I termini della resa furono concordati l'indomani. Gálvez e i suoi soldati rimasero sull'isola per diversi giorni, radunando le armi catturate, riprendendo gli schiavi che erano fuggiti approfittando della battaglia, incendiando tutte le costruzioni e i campi coltivati come pure le navi trovate alla fonda nel porto, che si riteneva avessero preso parte ad attività di contrabbando e altri traffici illeciti. Gli spagnoli lasciarono quindi l'isola il 23 marzo, portando con sé come prigionieri di guerra 81 soldati britannici, 135 civili e 300 schiavi; i prigionieri furono portati a L'Avana, dove gli schiavi vennero messi all'asta e gli altri britannici detenuti fino a che non poterono essere scambiati.
Gálvez fu in grado di eliminare solo temporaneamente l'influenza britannica sulla regione: dopo la cattura di Roatán il governatore fu in grado di conquistare l'insediamento di Black River all'inizio di aprile, ma un tentativo di avanzare più in profondità nel Mosquito fu bloccato; i britannici di James Lawrie ed Edward Despard furono poi in grado di ricatturare Black River e di mantenerne il controllo fino alla conclusione delle ostilità